# Denis Duga
Denis Duga (sinh 5 tháng 9 năm 1994) là một tiền vệ bóng đá Slovakia hiện tại thi đấu cho câu lạc bộ Slovakia FC ViOn Zlaté Moravce.